# Carl Sigismund Kunth
Carl Sigismund Kunth (Leipzig, 18 de junio de 1788 - Berlín, 22 de marzo de 1850) fue un naturalista y botánico alemán.

## Biografía
Nació en Leipzig Alemania en el año 1788. En sus estudios se decantó por la Botánica y la sistemática Lineana.
En 1813 Alexander von Humboldt y Aimé Bonpland volvieron de su viaje por la América equinoccial. Habían traído numerosos especímenes de plantas -reunieron un herbario de 70.000 especímenes que representaban más de 54.000 nuevas especies-. Von Humboldt después de tratar infructuosamente con varios botánicos para acometer su investigación, tuvo a bien de avisar para este trabajo a Kunth, sobrino de su antiguo tutor. Por entonces Kunth tenía 24 años, aceptó la propuesta y viajó inmediatamente a París a fin de determinar el tipo de trabajo que podía realizar con las plantas americanas.
Definidos los objetivos, Kunth poseía muchos atributos de los que carecían Humboldt y Bonpland, pues era el típico botánico de gabinete, caracterizado por ser disciplinado, obsesivo y riguroso. Fue el primero en utilizar un soporte para lupa para de este modo tener las manos libres para poder diseccionar al mismo tiempo los especímenes de plantas. Así pues, Kunth, fue el sistematizador de la enorme colección de plantas que habían recolectado Alexander von Humboldt y Aimé Bonpland por América.
La mayoría de las nuevas especies que resultaron del viaje de Humboldt y Bonpland a las regiones equinocciales del Nuevo Mundo, han sido atribuidas a los tres naturalistas, por lo cual se citan como Humboldt, Bonpland, y Kunth, abreviado como "H.B.K.", aunque si se tiene en cuenta el trabajo analítico y sistemático descriptivo, las publicadas en la " Nova Genera et Species Plantarum " (1823), (donde se describen 3000 nuevas especies, donde las descripciones de las especies son excelentes, y una buena parte van acompañadas de grabados hechos por F.J. Turpin, sobre diseños del propio Kunth), debería acreditarse solamente como Kunth o citarse como "Kunth in H.B.K.".
Después de su periodo en París, Kunth volvió a Alemania, donde trabajó como director adjunto del Jardín Botánico de Berlín. A partir de 1829 ocupó la cátedra de botánica de la Universidad de Berlín. Durante este periodo, fue un prolífico autor y gran recolector de plantas. Su voluminoso herbario conteniendo cerca de 60.000 plantas, fue adquirido por el gobierno de Prusia, y actualmente forma una parte considerable del herbario general de Berlín.

## Obra
- 1813. Flora berolinensis, sive Enumeratio vegetabilium circa Berolinum sponte crescentium. Berlín

- 1815. Nova Genera et Species Plantarum Quas in Peregrinatione ad Plagam Aequinoctialem Orbis Novi Collegerunt Bonpland et Humboldt, 7 vv. París (disponible en línea en:
- 1819. Les Mimosees et Autres Plantes Legumineuses de Noveau Continent. París

- 1822. Synopsis Plantarum Quas in Itinere ad Plagam Aequinoctialem Orbis Novi Collegerunt Humboldt et Bonpland. París

- 1825. Les Graminees de L´Amerique du Sud, 2 vv. París (ésta y las de 1815, 1819, y 1822 editadas en París, forman parte del viaje y colaboración con Humboldt y Bonpland)

- 1831. Handbuch der Botanik. Berlín

- 1833. Enumeratio Plantarum Omnium Hucusque Cognitarum, Secundum Familias Naturales Disposita, Adjectis Characteribus, Differentiis, et Synonymis . Stuttgart (disponible en línea en: )

- 1838. Flora berolinensis sive Enumeratio vegetabilium circa Berolinum sponte crescentium secundum familias naturales disposita. Berlín

- 1847. Lehrbuch der Botanik. Berlín

- 1847. Les Melastomas et Autres Plantes Legumineuses de L´Amerique du Sud. París

- La abreviatura «Kunth» se emplea para indicar a Carl Sigismund Kunth como autoridad en la descripción y clasificación científica de los vegetales.[2]También se presenta asociado en equipo:
- H.B.K. - Humboldt, Bonpland y Kunth